# Careproctus ovigerus
Careproctus ovigerus és una espècie de peix pertanyent a la família dels lipàrids.

## Descripció
- Fa 43,1 cm de llargària màxima.[4][5]

## Hàbitat
És un peix marí i batidemersal que viu entre 1.920 i 2.910 m de fondària.

## Distribució geogràfica
Es troba al Pacífic nord-oriental: el nord de la Colúmbia Britànica i Washington.

## Observacions
És inofensiu per als humans.